# Creu de Sant Jordi

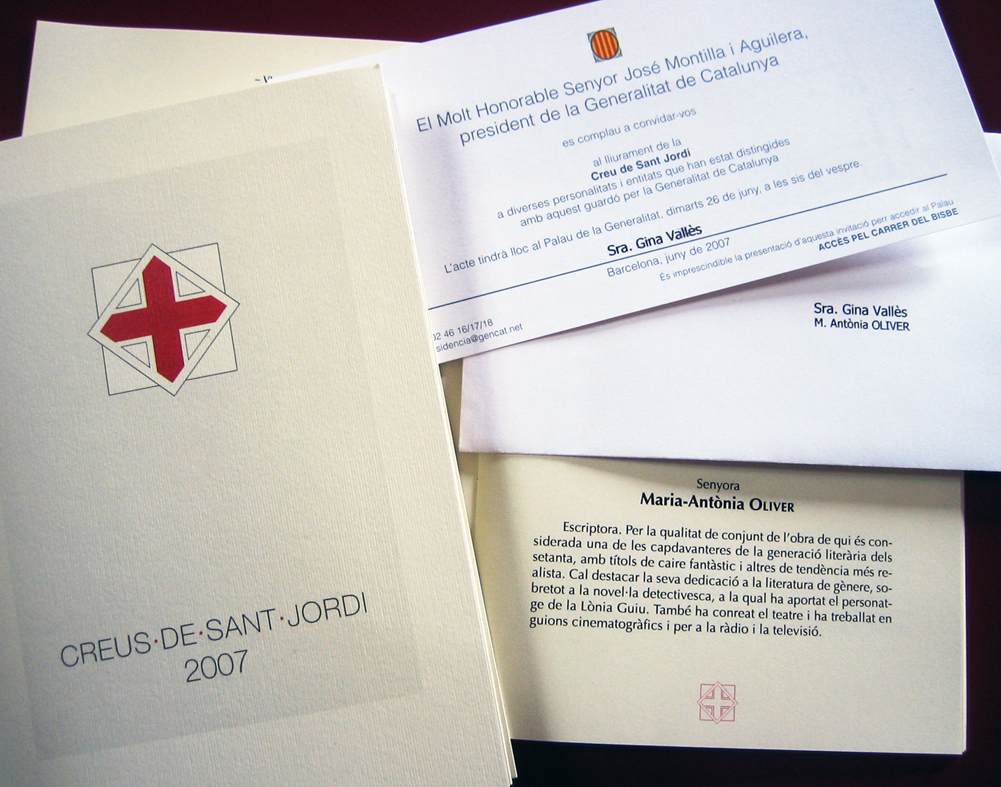
Invitaciones al acto de Entrega de Cruces de Sant Jordi de 2007.

La Cruz de San Jorge (en catalán: Creu de Sant Jordi) es una distinción anual que otorga la Generalidad de Cataluña a aquellas personas y entidades sociales que «por sus méritos, hayan prestado servicios destacados a Cataluña  en el plano cívico y cultural». Es una de las máximas distinciones que otorga la Generalidad de Cataluña. Se basa en la cruz de San Jorge, patrón de Cataluña. 
Protocolariamente, la Cruz de San Jorge es una distinción con un rango inferior a la Medalla de Oro de la Generalidad de Cataluña. En todo caso, es considerada, junto a esta y el Premio Internacional Cataluña, una de las distinciones más relevantes institucionalmente que se conceden en Cataluña.

## La condecoración
La condecoración consta de una miniatura y adopta la forma de placa cuando es concedida a una persona jurídica. El diseño de la medalla y de la placa de la Cruz de San Jorge es obra del joyero Joaquín Capdevila y Gaya, ganador del concurso convocado por el Consejo de Diseño de la Generalidad en 1981.
Los materiales empleados son la plata y el coral, ambos ligados a la tradición decorativa catalana. La cruz, como símbolo de Cataluña, es de coral rojo sobre fondo de coral blanco, en un marco de plata. La cruz propiamente dicha se inscribe en el centro en un rombo que lleva el coral en el anverso, y al revés la señal y la leyenda de la Generalidad de Cataluña y el nombre de cada personalidad. La medalla lleva un cordón trenzado de algodón para ser impuesta, y va acompañada de una réplica para llevar a la solapa.
Cuando la Cruz se otorga a entidades, el galardón consta de una placa cuadrada de plata en un soporte de madera. En el centro hay grabado un cuadro del mismo tamaño que la medalla, con la Cruz de San Jorge en coral en el interior. Figuran igualmente la señal de la Generalidad y las leyendas de la condecoración y el nombre de la entidad. Conjuntamente a la Cruz, los galardonados reciben un diploma acreditativo donde consta la fecha de la distinción, el nombre de la persona o entidad galardonada y una glosa de sus méritos más relevantes reconocidos en el Decreto de concesión.

## Controversias
La actriz Rosa María Sardá devolvió en julio de 2017 su Cruz de San Jorge.
La cineasta Isabel Coixet se ha arrepentido en diversas ocasiones de haber aceptado esta condecoración.
La entrega  de la Cruz de San Jorge de 2018 se retrasó al mes de julio tras la aplicación del artículo 155 de la Constitución Española en Cataluña el 27 de octubre de 2017.

## Galardonados
- Anexo:Premiados con la Cruz de San Jorge